# Криловскаја
Криловскаја (рус. Крыловская) насељено је место руралног типа (станица) на југозападу европског дела Руске Федерације. Налази се на североистоку Краснодарске Покрајине и административно припада њеном Криловском рејону чији је уједно и административни центар.
Према статистичким подацима Националне статистичке службе Русије за 2010. у насељу је живело 13.621 становника.

## Географија
Станица Криловскаја се налази у североисточном делу Краснодарског краја, односно на југу припадајућег Криловског рејона. Лежи у ниској степи Кубањско-приазовске низије, на обали реке Јеје.

## Историја
На месту савременог насеља основано је 1794. године село Јекатериновскаја, као једно од првих 40 козачких насеља на Кубану. Садашње име насеље носи од 1961. године.

## Демографија
Према подацима са пописа становништва 2010. у селу је живело 13.621 становника.
| 1939. | 1959. | 1970. | 1979. | 1989.  | 2002.  | 2010.  |
| ----- | ----- | ----- | ----- | ------ | ------ | ------ |
| —     | —     | —     | —     | 11.995 | 14.419 | 13.621 |